# Ro-17
Ro-17 (呂号第十七潜水艦) — підводний човен Імперського флоту Японії. До введення у Японії в першій половині 1920-х років нової системи найменування підводних човнів мав назву «Підводний човен № 34» (第三十四潜水艦).
«Підводний човен № 34», який належав до типу Kaichū III, спорудили у 1921 році на корабельні ВМФ у Куре. По завершенні корабель класифікували як належний до 2-го класу та включили до складу 16-ї дивізії підводних човнів, яка базувалась у тому самому Куре.
1 листопада 1924-го «Підводний човен № 34» перейменували на Ro-17.
1 квітня 1936-го Ro-17 виключили зі списків ВМФ.